# Illegális kivándorlás
Illegális kivándorlás vagy emigráció, ha valaki a kivándorlással vagy a határátlépéssel kapcsolatos rendelkezéseket megszegve lépi át egy ország határát. Az illegális kivándorlás másik fajtája, ha valaki legálisan hagyja el az országot, de később megtagadja, hogy oda visszatérjen.

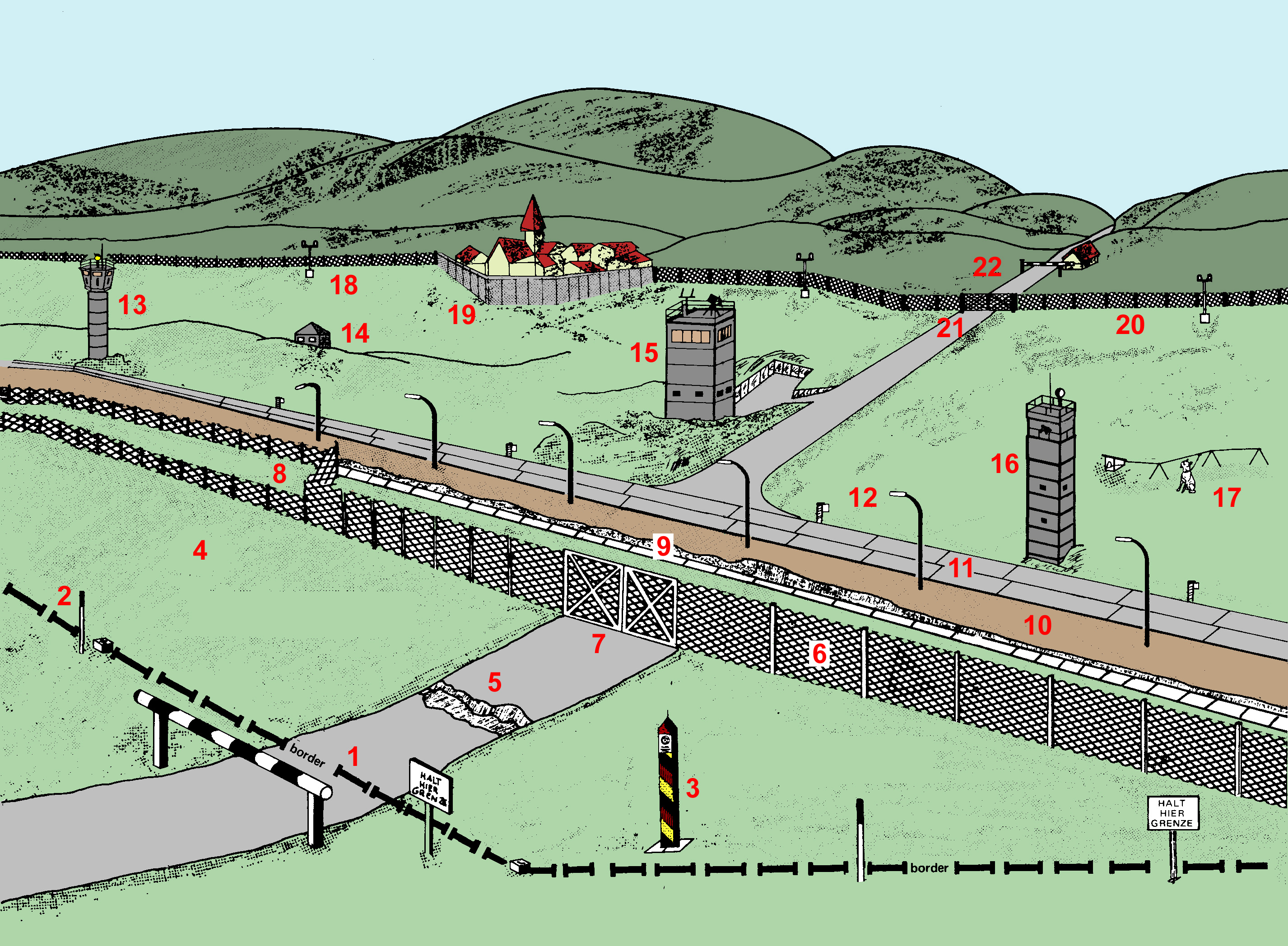
Vasfüggöny az NDK határán (illusztráció)

Az 1917-es forradalom után két hónappal Oroszországban hoztak törvényeket az országból való kivándorlás ellen, amely később a Szovjetunió számos tagköztársaságában is érvényben maradt. A második világháborút követően a szovjet érdekszférába tartozó országok hasonló kivándorlási tilalmat léptettek életbe (l. vasfüggöny), amelyet több-kevesebb sikerrel az 1989-es rendszerváltásig fenntartottak. A vasfüggöny kiépítése, és a berlini fal 1961-es befejezése után a keletről nyugatra irányuló migráció néhány kivételtől eltekintve szinte megszűnt, ezt követően csak illegálisan lehetett nyugatra kivándorolni. Napjainkban pl. Észak-Korea tart fenn igen szigorú kivándorlási korlátozásokat.
Az illegális kivándorlás határesete, amikor valaki üldöztetés miatt (pl. polgárháború, vallási vagy politikai üldözés vagy legutóbb a líbiai felkelés) miatt hagyja el országát. A jelenleg hatályos EU-s jogszabályok értelmében ezek a személyek elnyerhetik a menekült-státuszt és befogadják őket az Európai Unió egyik tagállamába. Ezt azonban sokan, elsősorban gazdasági okokból kivándorlók és a belőlük hasznot húzó embercsempészek próbálják kijátszani.
Az ENSZ álláspontja szerint az emigráció alapvető emberi jog, ezért illegális kivándorlás nem létezik. Az Emberi Jogok Egyetemes Nyilatkozata 13. cikk (2) értelmében: „Minden személynek joga van minden országot, ideértve saját hazáját is, elhagyni, valamint saját hazájába visszatérni.”

## Fordítás
Ez a szócikk részben vagy egészben  az   Illegal emigration című angol Wikipédia-szócikk fordításán alapul.  Az eredeti cikk szerkesztőit annak laptörténete sorolja fel. Ez a jelzés csupán a megfogalmazás eredetét és a szerzői jogokat jelzi, nem szolgál a cikkben szereplő információk forrásmegjelöléseként.